# Gare centrale de Duisbourg
La gare centrale de Duisbourg (en allemand : Duisburg Hauptbahnhof), est une gare ferroviaire allemande, située au centre-ville de Duisbourg dans le land de Rhénanie-du-Nord-Westphalie.

## Histoire

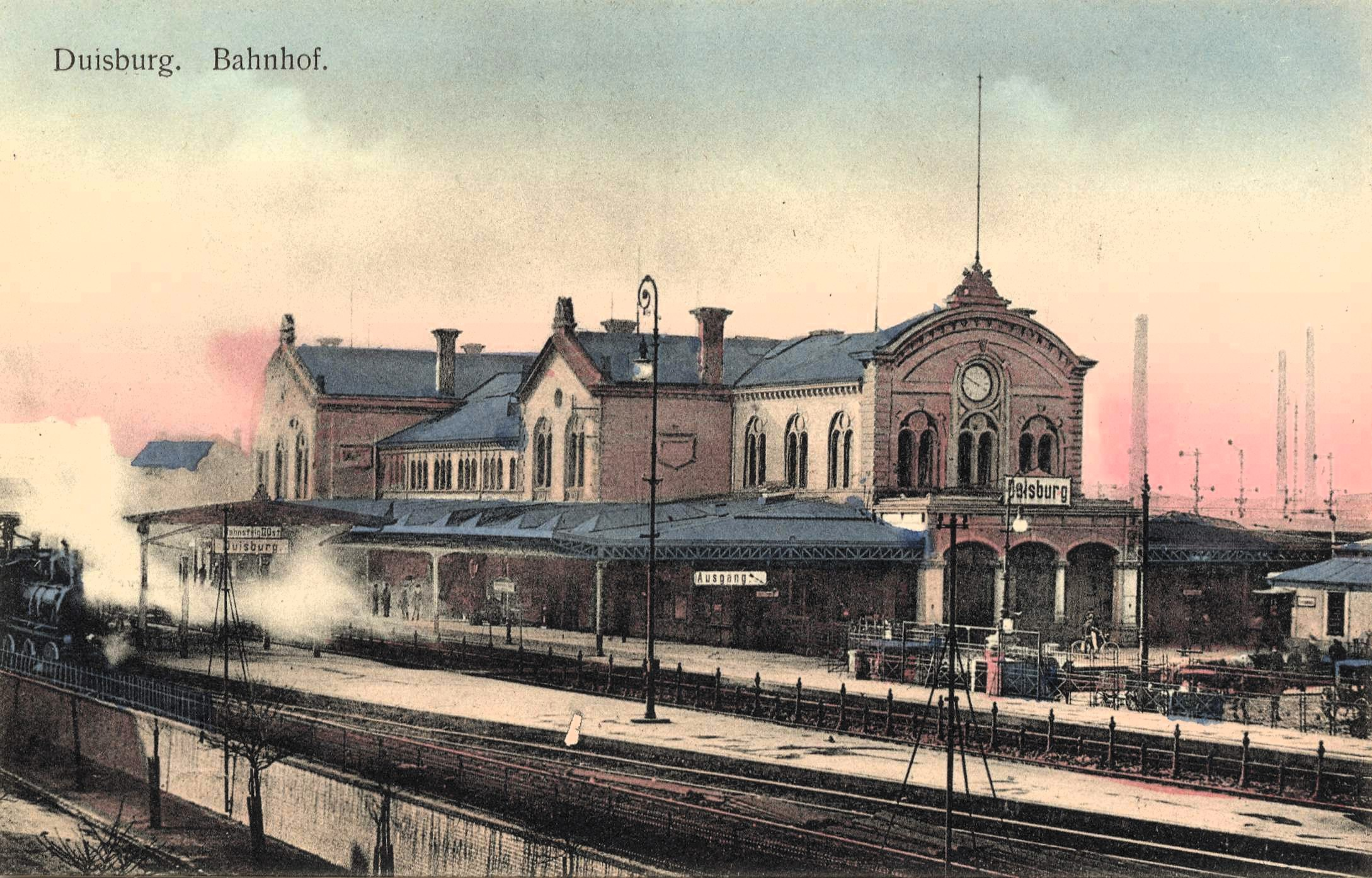
La gare, en 1910.

La gare a été ouverte le 9 février 1846.

## Service des voyageurs

### Desserte
La gare est desservie par des trains : ICE, InterCity, EuroCity, Regional-Express et RegionalBahn.
L'Eurostar (ex-Thalys) dessert la gare, sur la relation de Paris-Nord à Dortmund.